# Luis Dámaso
Luis Dámaso (Madrid, 31 de desembre de 1969) és un tenor espanyol.
Va néixer a una família amb gran afició a la música. És considerat com un dels millors tenors espanyols de la seva generació. Va realitzar els seus estudis vocals amb el baríton Antonio Blancas a l'Escuela Superior de Canto de Madrid. En 1995, amb tan sols vint-i-cinc anys d'edat i tres de carrera professional, va guanyar el premi «Luciano Pavarotti International Voice Competition» a Filadèlfia (Estats Units), fet que li va obrir les portes de nombrosos teatres.
Dámaso té un registre de tenor líric. Des del començament de la seva carrera nombroses publicacions, crítics musicals i aficionats coincideixen a destacar el seu timbre de veu com la seva principal qualitat.

## Premis i distincions
- 1992: Premi «Francisco Alonso» (Madrid, Espanya).[3]
- 1995: Premi «Luciano Pavarotti International Voice Competition» (Filadèlfia, Estats Units).
- 1996: Millor tenor del concurs «I Cestelli» (Stuttgart, Alemanya).[3]
- 1996: Premi «Jacinto i Inocencio Guerrero» (Madrid, Espanya).[3]
- 1997: Premi «Jaime Aragall» (Girona, Espanya).[3]
- 1999: Premi «Federico Romero» de la SGAE (Societat General d'Autors i Editors).[3]

## Discografia
- CD
  - Julián Santos Carrión - La niña del boticario - EMI (*)
  - Julián Santos Carrión - El fantasma de la Tercia - Ópera Dreams (*)
  - Lauro Rossi - Il domino nero - Bongiovanni (*)
  - Grabaciones inéditas del Teatro de la Zarzuela - Autor
  - Concierto de Navidad - Padre Arrupe
  - Beethoven - Misa en do mayor, op 86. - Laute
  - Romanzas y dúos de zarzuela - OSRM
  - Verdi - Otelo - Naxos

(*) Primer enregistrament mundial 
- DVD
  - Mozart - Don Giovanni - Teatro Jovellanos
  - Mozart - Réquiem kv 626 - Notilus
  - Vamos p'Asturias, vamos pa' Oviedo - Teatro Campoamor